# Yūhei Tokunaga
Yūhei Tokunaga (jap. 徳永 悠平, Tokunaga Yūhei; * 25. September 1983 in Nagasaki) ist ein ehemaliger japanischer Fußballspieler.

## Karriere

### Verein
Yūhei Tokunaga erlernte das Fußballspielen in der Schulmannschaft der Toko Gakuen High School sowie in der Universitätsmannschaft der Waseda-Universität. Seinen ersten Profivertrag unterschrieb er 2003 beim FC Tokyo. Der Verein, der in der Präfektur Tokio beheimatet ist, spielte in der höchsten japanischen Liga, der J1 League. 2004 gewann er mit Tokio den J.League Cup. Im Endspiel besiegte man die Urawa Red Diamonds im Elfmeterschießen. 2009 stand er wieder im Finale des J.League Cup. Hier gewann man mit 2:0 gegen Kawasaki Frontale. Ende 2010 musste er mit dem Club den Weg in die Zweitklassigkeit antreten. 2010 wurde der Club Meister der J2 League und stieg direkt wieder in die erste Liga auf. Im gleichen Jahr besiegte man im Finale des Kaiserpokals Kyōto Sanga mit 4:2. Nach 396 Spielen verließ er Ende 2017 den Verein. Anfang 2018 unterschrieb er beim Ligakonkurrenten V-Varen Nagasaki einen Vertrag. Mit dem Club aus Nagasaki stieg er Ende 2018 in die zweite Liga ab.

### Nationalmannschaft
Yūhei Tokunaga spielte neunmal für die japanische Fußballnationalmannschaft. Sein Länderspieldebüt gab er am 8. Oktober 2009 in einem Freundschaftsspiel gegen Hongkong im Nihondaira-Stadion in Shizuoka.

## Erfolge
FC Tokyo
- J.League Cup: 2004, 2009

- J2 League: 2011  ▲

- Kaiserpokal: 2011